# 泣きたいよ
「泣きたいよ」（なきたいよ）は、2016年5月25日にリリースされた鈴木雅之の38枚目のシングル。

## 解説
ソロ・デビュー30周年を迎えた鈴木雅之にとっての2016年第一弾シングルである。表題曲の「泣きたいよ」はNHKドラマ10『コントレール〜罪と恋〜』のエンディングテーマに使用された。
カップリング収録の「メロディー」は、1996年にリリースされた玉置浩二のシングル曲のカバー。玉置の代表曲を“鈴木雅之流ラヴソング”に仕立て直したという。

## 収録曲
| 全作詞・作曲: 玉置浩二、全編曲: 島田昌典。 |                                                             |          |            |      |
| #                                          | タイトル                                                    | 作詞     | 作曲・編曲 | 時間 |
| 1.                                         | 「泣きたいよ」(NHKドラマ10『コントレール〜罪と恋〜』主題歌) | 玉置浩二 | 玉置浩二   | 5:51 |
| 2.                                         | 「メロディー」                                              | 玉置浩二 | 玉置浩二   | 4:54 |
| 3.                                         | 「泣きたいよ (Instrumental)」                               | 玉置浩二 | 玉置浩二   | 5:47 |
| 合計時間:                                  | 合計時間:                                                   | 16:32    |            |      |